# Liste der Bodendenkmale in Schleswig
In der Liste der Bodendenkmale in Schleswig sind die Bodendenkmale der Stadt Schleswig nach dem Stand der Bodendenkmalliste des Archäologischen Landesamts Schleswig-Holstein von 2016 aufgelistet. Die Baudenkmale sind in der Liste der Kulturdenkmale in Schleswig aufgeführt.
| Denkmal-ID           | Befundart           | Bezeichnung                                     | Zeitstellung                            | Lage      | Bemerkungen | Bild |
| -------------------- | ------------------- | ----------------------------------------------- | --------------------------------------- | --------- | --- | ---- |
| aKD-ALSH-Nr. 003 762 | Befestigung > Wall  | Landwehr/Wall/Schanze/Panzergraben „Schanze II“ | Frühgeschichte, Neuzeit, Zeitgeschichte |           | |      |
| aKD-ALSH-Nr. 003 762 | Befestigung > Wall  | Landwehr/Wall/Schanze/Panzergraben „Nordwall“   | Frühmittelalter                         |           | Komplex aus Danewerk mit Krummwall, Hauptwall, Nordwall und Verbindungswall sowie Haithabu mit Halbkreiswall, Hafen, Hochburg, Südsiedlung und Südgräberfeld |      |
| aKD-ALSH-Nr. 003 876 | Grabmal > Grabhügel | Grabhügel                                       | Vor- und/oder Frühgeschichte            |           | |      |
| aKD-ALSH-Nr. 003 877 | Grabmal > Grabhügel | Grabhügel                                       | Vor- und/oder Frühgeschichte            |           | |      |
| aKD-ALSH-Nr. 003 878 | Befestigung > Burg  | Burg/Motte/Ringwall/Turmhügel „Apenstorp“       | Mittelalter                             |           | |      |
| aKD-ALSH-Nr. 003 879 | Befestigung > Burg  | Burg/Motte/Ringwall/Turmhügel „Jürgensburg“     | Mittelalter                             |           | |      |
| aKD-ALSH-Nr. 003 880 | Wrack               | Wrack                                           | Neuzeit                                 | Tegelnoor | sieben Schiffswracks des 17. Jahrhunderts |      |
| aKD-ALSH-Nr. 003 881 | Befestigung > Burg  | Burg/Motte/Ringwall/Turmhügel „Hattesburg“      | Mittelalter                             |           | |      |
| aKD-ALSH-Nr. 003 882 | Siedlung            | Siedlung/Haus/Hof                               | Mittelalter                             |           | |      |